# Karpologia

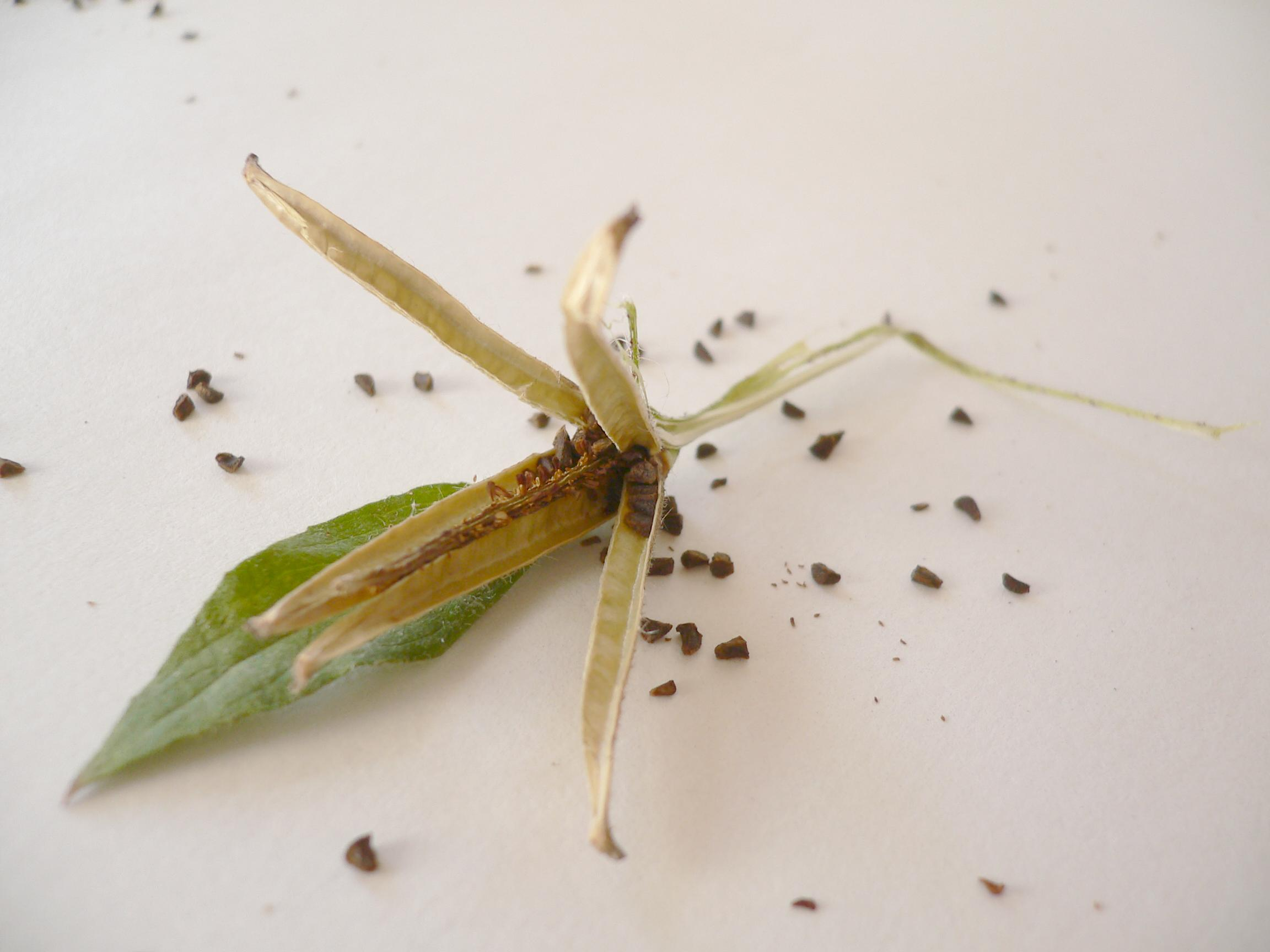
Owoc (torebka) z nasionami wiesiołka (Oenothera sp.)

Karpologia (od łac. carpium z gr. karpion, karpos ‘owoc’ i logos ‘słowo, nauka’) – dział botaniki zajmujący się badaniem owoców i nasion, czyli diaspor roślin kwiatowych. Do ważniejszych zastosowań karpologii należy dostarczanie informacji taksonomicznych. Wiąże się to z dużą wartością diagnostyczną owoców i nasion, co wynika z ich trwałości w środowisku oraz stałości cech budowy. Większość diaspor posiada cechy specyficzne gatunkowo, co oznacza, że możliwe jest zidentyfikowanie gatunku rośliny tylko na podstawie cech budowy owocu lub nasienia. Owoce i nasiona gromadzi się jako materiał porównawczy w kolekcjach karpologicznych prowadzonych tak jak zielniki roślin naczyniowych.

## Zastosowanie karpologii
Identyfikacja diaspor oraz ich szczątków znajduje zastosowanie w naukach czystych:
- taksonomii roślin – dostarcza cech wspomagających oznaczanie roślin kwiatowych oraz zajmuje się opracowywaniem kluczy do oznaczania owoców i nasion roślin,
- ekologii roślin, w tym poznawanie mechanizmów rozsiewania się owoców i nasion,
- archeobotanice i paleobotanice,
- torfoznawstwie

oraz w naukach stosowanych:
- farmakognozji (przy identyfikacji surowców zielarskich będących diasporami roślin leczniczych),
- przy ocenie czystości roślinnych surowców leczniczych,
- w nasiennictwie rolniczym (przy ocenie wartości materiału siewnego, zachwaszczenia plantacji, przy opracowywaniu metod oczyszczania, suszenia i przechowywania materiału siewnego),
- w nasiennictwie leśnym (produkcja wartościowych nasion drzew i krzewów leśnych),
- w łąkarstwie,
- w alergologii,
- w kryminalistyce.

## Cechy diaspor analizowane w karpologii
- Morfologiczne:
  - kształt, barwa, połysk, urzeźbienie powierzchni (skulptura) owoców i nasion,
  - obecność skrzydełek, listewek, kolców, włosków,
  - cechy metryczne – wymiary.
- Anatomiczne:
  - budowa ściany owocu i łupiny nasiennej (m.in. grubość), obecność w niej komór olejkowych,
  - budowa bielma, obielma, liścieni, kształt, rozmiar i położenie zarodka, obecność jamy w bielmie oraz liczba nasion w owocu.
- Organoleptyczne:
  - smak i zapach owoców i nasion.